# Большой Олып
Большой Олып — деревня в Кезском районе Удмуртской республики.

## География
Находится в северо-восточной части Удмуртии на расстоянии приблизительно 18 км на северо-запад по прямой от районного центра поселка Кез.

## История
Известна с 1719 года как Починок Олыпской, в 1873 году деревня Олыпская (Олып) с 15 дворами, в 1905 дворов стало 40, в 1924 (деревня Олып) 50. До 2021 года административный центр Большеолыпского сельского поселения.

## Население
Постоянное население составляло 13 мужчин (1719), 41 (1748), 210 человек (1873), 320 (1905), 351 (1924, все удмурты), 254 человека в 2002 году (удмурты 96 %), 202 в 2012.